# Mercedes-Benz EQE SUV
Mercedes-Benz EQE SUV (X294) — електромобіль-кросовер виробництва Mercedes-Benz.

## Опис

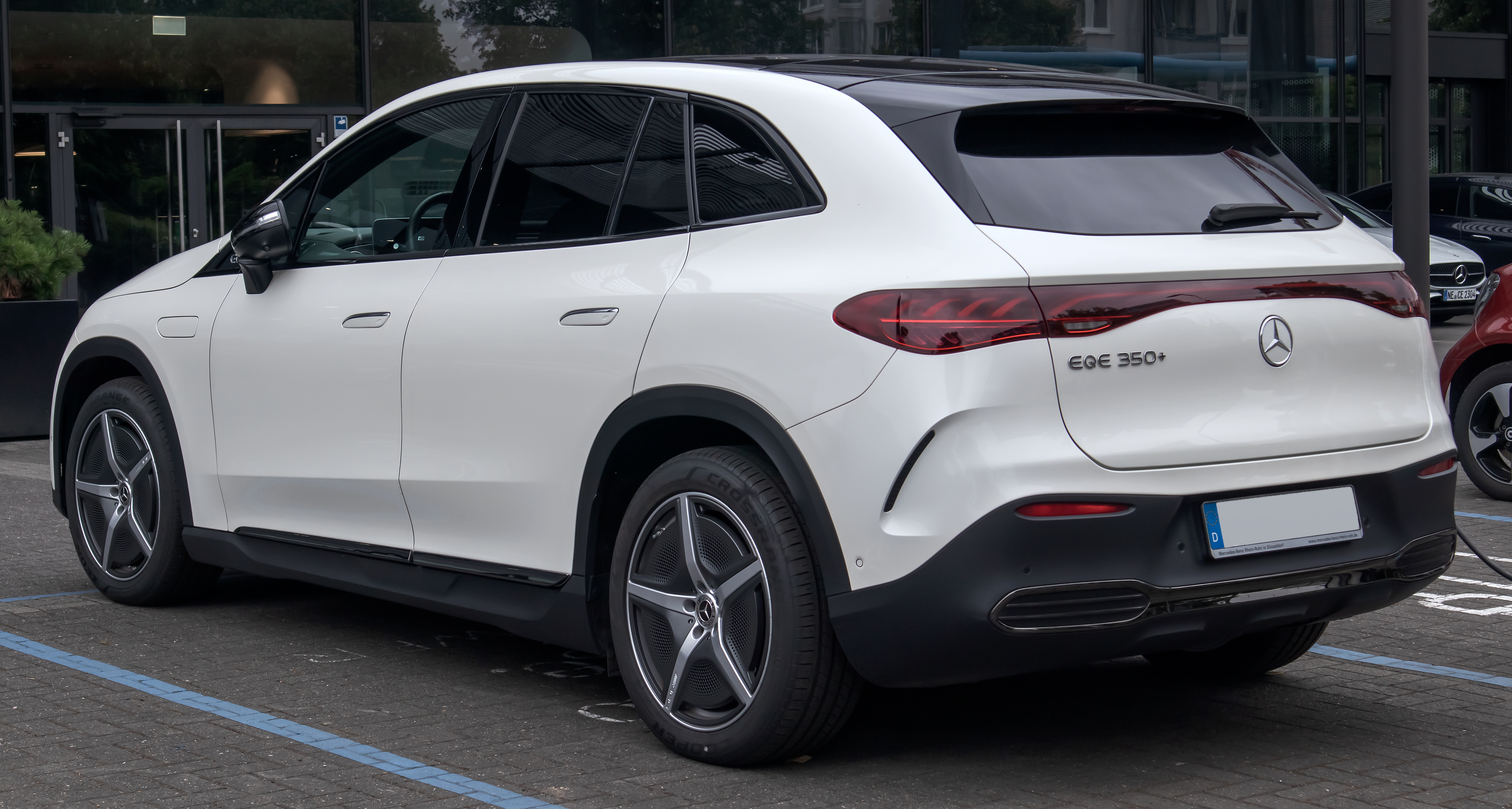

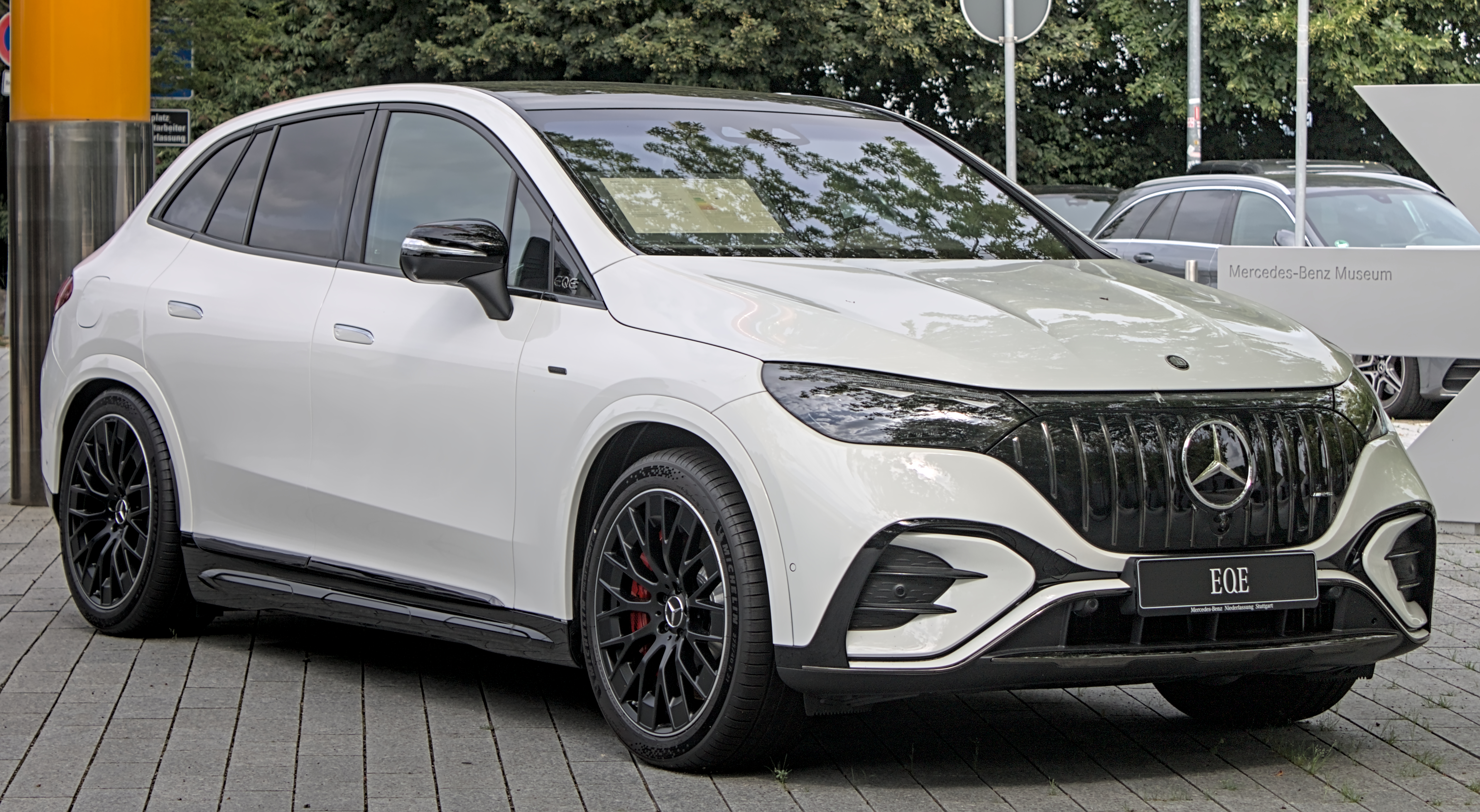
Mercedes-AMG EQE SUV 43 (X294)

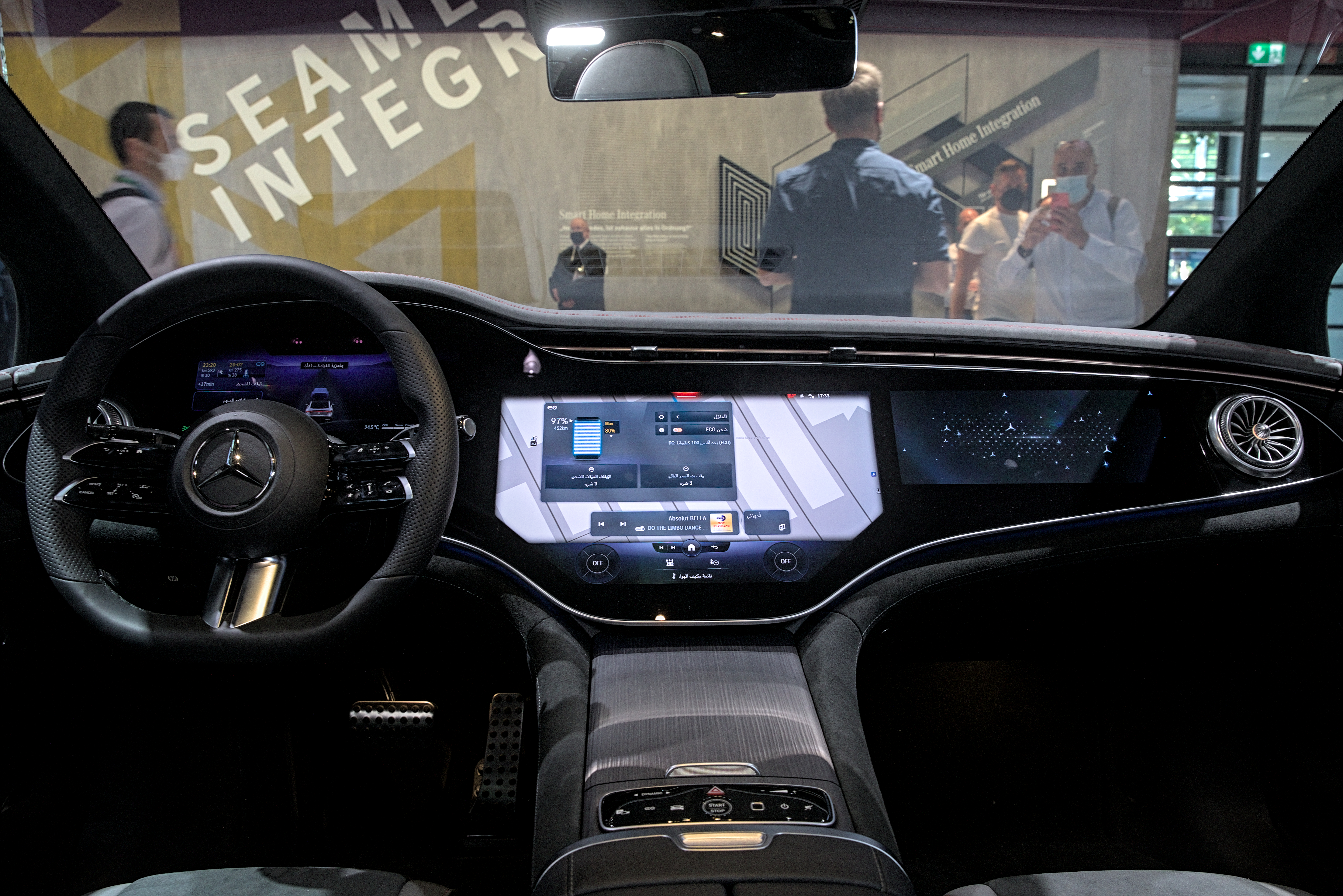
салон з MBUX Hyperscreen

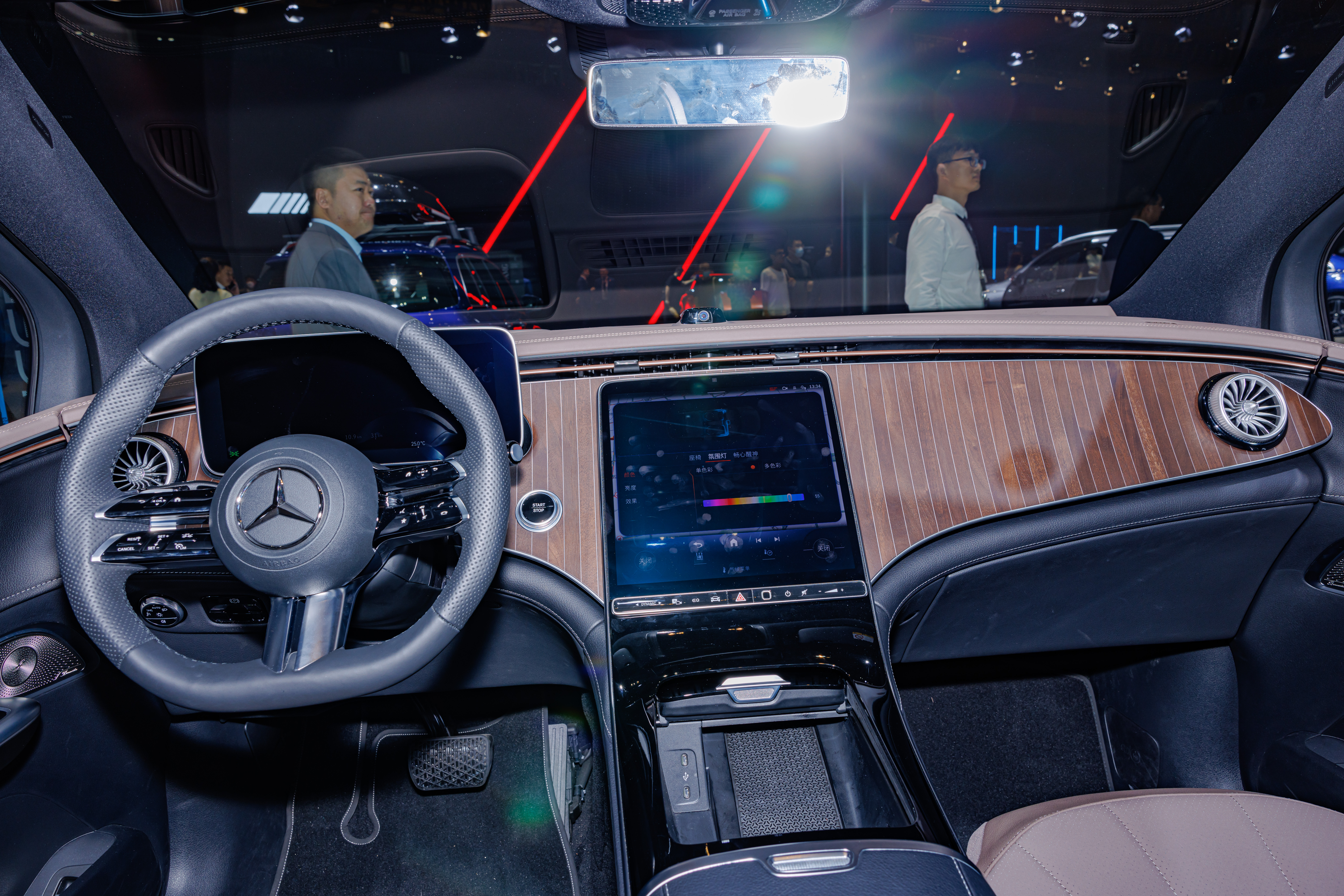
салон без MBUX Hyperscreen

16 жовтня 2022 року на автосалоні в Парижі дебютував кросовер Mercedes EQE SUV. EQE SUV виявився меншим за седан EQE на 10 см (4,84 см проти 4,94 см); від останнього він успадкував і силову установку. Тобто, автомобіль збудовано на платформі MEA (modular electric architecture) і в «базі» SUV отримав електромотор потужністю 292 к.с. (змонтований на задній осі, відповідно, задній привід) і 90,6-кіловатт-годинну батарею. Повний привід з'явиться опційно. Блок акумуляторів приймає струм потужністю не вище 170 кіловат. Так, на 110-кіловатній станції «заправка» з 10 до 80 % займе 31 хвилину. Цей автомобіль досить сильно відрізняється від минулих моделей цієї серії, тому що, фари головного світла, з'єднані світловою смугою, та спортивна передня частина з великою чорною решіткою радіатора та центральною зіркою Mercedes формують обличчя нового позашляховика EQE. Опціональні фари Digital Light забезпечують умови освітлення з більш ніж 1,3 мільйонами пікселів на кожну фару, постійно адаптуючись до мінливих умов руху, дороги або погодних умов.
Опційно кросовер отримав цифровий кокпіт з новою мультимедійною системою MBUX Hyperscreen з трьома екранами, об'єднаними у єдиному корпусі.
Продажі стартували навесні 2023 року. Основним конкурентом моделі є BMW iX.

## Модифікації
- EQE 300 один електродвигун 245 к. с. 550 Н·м батарея 89,0 кВт·год, 550–639 км (WLTP)
- EQE 350+ один електродвигун 292 к. с. 530 Н·м батарея 90,6 кВт·год, 546—660 км (WLTP)
- EQE 350 4Matic два електродвигуни 292 к. с. 765 Н·м батарея 90,6 кВт·год, 507—597 км (WLTP)
- EQE 500 4Matic два електродвигуни 408 к. с. 858 Н·м батарея 90,6 кВт·год, 546—660 км (WLTP)
- EQE 43 AMG 4Matic два електродвигуни 476 к. с. 858 Н·м батарея 90,6 кВт·год, 462—533 км по циклу WLTP
- EQE 53 AMG 4Matic+ два електродвигуни 626 к. с. 950 Н·м батарея 90,6 кВт·год, 444—518 км по циклу WLTP
- EQE 53 AMG 4Matic+ Dynamic Plus два електродвигуни 687 к. с. 1000 Н·м батарея 90,6 кВт·год, 444—518 км по циклу WLTP

## Продажі
| Рік  | Європа | США    | Китай |
| ---- | ------ | ------ | ----- |
| 2023 |        | 10,568 |       |
| 2024 |        | 8,152  |       |